# Teatro Comunale (Bologna)
Il Teatro comunale di Bologna fu costruito da Antonio Galli da Bibbiena nel luogo in cui, un tempo, sorgeva Palazzo Bentivoglio, distrutto nel 1507. Una parte dei resti formano gli attuali Giardini del Guasto, compresi tra via del Guasto e Largo Respighi, dove invece c'è l'ingresso artisti.

## Storia
Dai disegni conservati nella Biblioteca dell'Archiginnasio di Bologna datati circa alla metà del Seicento, viene documentato in maniera straordinaria come durante le sfarzose feste barocche quali l'annuale festa della porchetta, la piazza principale della città venisse delineata in spalti disposti a semicerchio, come se si trattasse di un edificio concluso vero e proprio, dotato di un ordine inferiore e uno superiore e con il pubblico ivi posto, che senza saperlo era già in un vero e proprio teatro d'opera. Inoltre venivano usate per la prima volta complesse macchine a pantografo, antesignane di quelle che poi verranno usate nel Teatro pubblico, ponti e delle strutture esterne che diventeranno poi le torri sceniche.
Dopo l'incendio del febbraio 1745 che distrusse il Teatro Malvezzi, costruito nel 1651, la città promosse la costruzione di un nuovo teatro, il «Teatro Pubblico», come venne inizialmente chiamato il teatro comunale.
Fu il primo esempio di teatro dell'opera edificato con fondi pubblici e affittato dalla municipalità.
Realizzato su progetto di Antonio Galli da Bibbiena, la costruzione iniziò nel 1756 e il teatro fu inaugurato il 14 maggio 1763 con l'opera seria Il trionfo di Clelia, su libretto di Pietro Metastasio, con musica di Gluck, scritta per l'occasione davanti ad un pubblico di 1 500 persone.
Nel 1764 avviene la prima assoluta di Alessandro nelle Indie di Gregorio Sciroli, nel 1768 di L'isola disabitata di Tommaso Traetta, nel 1769 L'inglese in Italia di Antonio Maria Mazzoni, nel 1770 di La Nitteti di Josef Mysliveček, nel 1816 di Clato di Pietro Generali, nel 1821 di Maria Stuarda di Saverio Mercadante, nel 1829 di Il serto votivo, nella terza versione di Gioachino Rossini, nel 1850 di È foriera la Pace ai mortali di Rossini e di Mazeppa di Fabio Campana, nel 1857 di La sorrentina di Emanuele Muzio, con Raffaele Mirate, nel 1858 di Lidia di Bruxelles di Giovanni Pacini, con Antonietta Fricci e nel 1861 di Mazeppa di Carlo Pedrotti, diretta da Angelo Mariani con Leone Giraldoni.
Nel 1867 avviene la prima rappresentazione italiana del Don Carlo, nella traduzione di Angelo Zanardini, diretta da Mariani, con Teresa Stolz, la Fricci, Antonio Cotogni e Giuseppe Capponi (tenore) e nel 1869 la Messa solenne (la seconda versione della Petite messe solennelle) di Rossini, diretta da Muzio.

### 1871: Wagner e Bologna

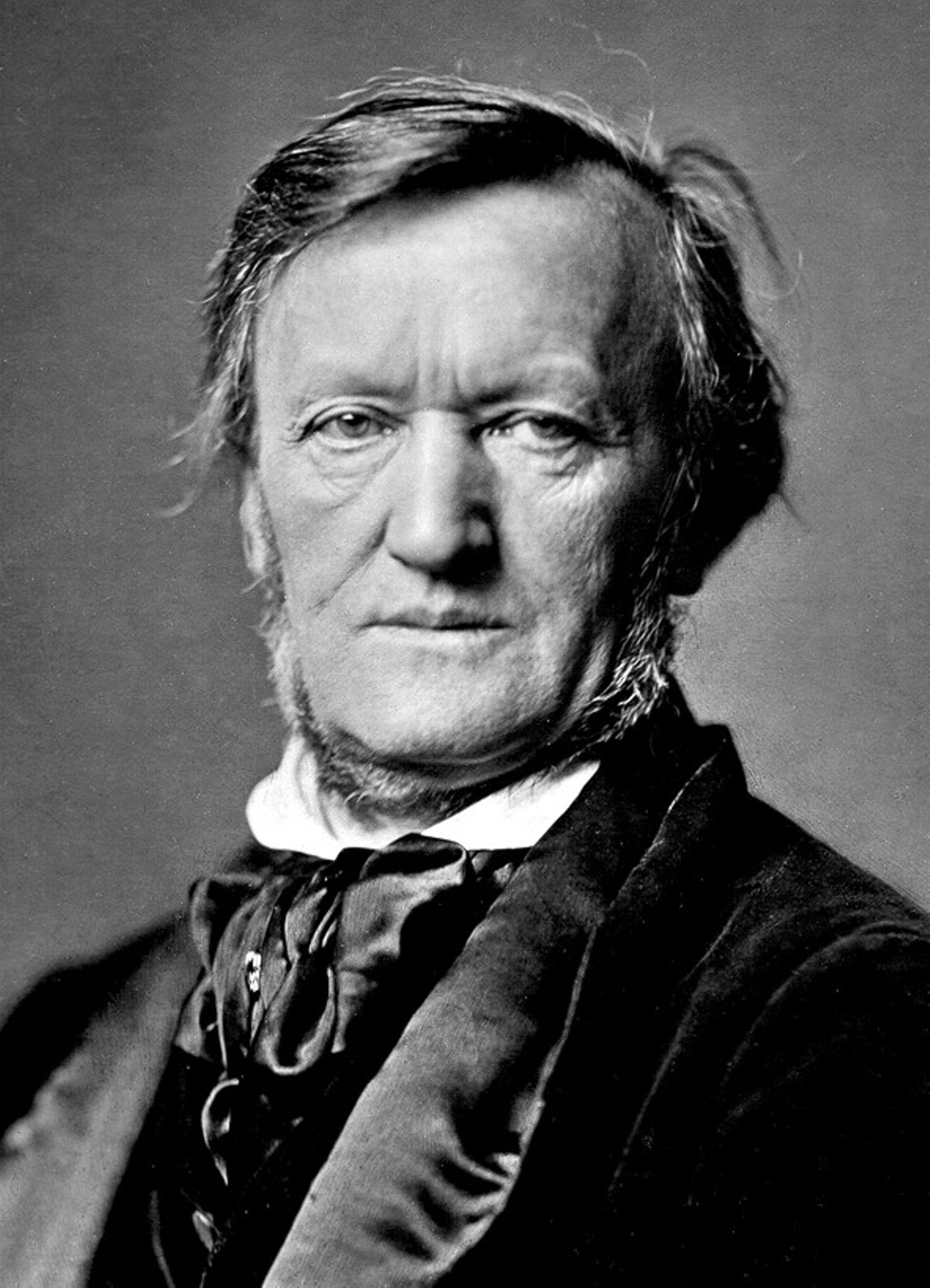
Richard Wagner

Il teatro fu il primo in Italia a rappresentare in assoluto un'opera di Richard Wagner mettendo in scena con successo nel 1871 il Lohengrin nella traduzione di Salvatore Marchesi, diretta da Mariani con Italo Campanini e altre opere quali: il Tannhäuser e la gara poetica dei cantori sulla Wartburg, nella traduzione di Marchesi, diretta da Mariani (1872), Rienzi, l'ultimo dei tribuni, nella traduzione di Arrigo Boito, con Adelina Stehle (1876), Il vascello fantasma (Der fliegende Holländer) (1877), Sigfrido, Das Rheingold, Il crepuscolo degli dei e Die Walküre, dirette da Anton Seidl (1883), Tristano e Isotta, nella traduzione di Boito, diretta da Giuseppe Martucci (1888), I maestri cantori di Norimberga, nella traduzione di Zanardini, diretta da Arturo Toscanini, con Giuseppe De Luca (1904), Parsifal, nella traduzione di Zanardini, diretta da Rodolfo Ferrari, con Giuseppe Borgatti (1914), "prima" non solo italiana ma anche europea al di fuori di Bayreuth, dove fino ad allora l'opera era stata rappresentata in esclusiva, tanto che Bologna venne soprannominata città "wagneriana" (venne concessa al compositore tedesco persino la cittadinanza onoraria). Storica è la rivalità fra il Teatro alla Scala di Milano e quello bolognese, dove nel primo venivano rappresentate le opere di Verdi e nel secondo quelle di Wagner, così come fra l'editore Giulio Ricordi e Francesco Lucca, dovuto però più a motivi concorrenziali. È famoso l'aneddoto che, durante la terza recita del Lohengrin, vede Verdi seduto su un palco del Teatro comunale in completo anonimato, con in mano la partitura del rivale e Luigi Monti (agente Ricordi a Bologna) che, sapendo della presenza di Verdi, dopo il secondo atto lo addita gridando "Viva Verdi!", suscitando l'ovazione del pubblico alla quale Verdi, però, non replicò.
Toscanini vi dirigeva dal novembre 1894 con Falstaff.
Il XIX secolo vide la presentazione di venti opere di Gioachino Rossini, mentre sette delle dieci opere di Vincenzo Bellini furono ivi rappresentate negli anni trenta del secolo.
Vari rinnovamenti del teatro furono eseguiti tra il 1818 e il 1820, e in seguito nel 1853.
Nel 1873 avviene la prima assoluta di Il mercante di Venezia di Ciro Pinsuti e del grande successo di I Goti di Stefano Gobatti, nel 1875 di Ettore Fieramosca di Cesare Dall'Olio, diretta da Emilio Usiglio, con Campanini e di Luce di Gobatti, diretta da Usiglio, con Teresina Brambilla, Erminia Borghi-Mamo e Campanini e nel 1876 di La catalana di Guglielmo Branca.
Il 30 settembre 1877 uno scoppio da gas danneggia il soffitto del foyer durante la prova generale di Aida.
Nel 1878 avviene la prima assoluta del successo di La creola di Gaetano Coronaro, diretta da Franco Faccio, con la Fricci e Giuseppe Kaschmann, nel 1881 di Cordelia di Gobatti, diretta da Luigi Mancinelli, nel 1890 del successo di La pellegrina di Filippo Clementi, diretta da Ferrari, con la Stehle ed Antonio Cotogni, nel 1893 di Vandea di Clementi, nel 1895 Consuelo di Giacomo Orefice, con Cesira Ferrani, nel 1901 di Parisina ed Emigranti di Vittore Veneziani, con Gualtiero Tumiati, nel 1905 di Cassandra di Vittorio Gnecchi, diretta da Toscanini, con Solomiya Krušel'nyc'ka, nel 1907 di Paolo e Francesca di Luigi Mancinelli, con Giuseppe Pacini, nel 1909 di Rosellina dei Vergoni di Francesco Balilla Pratella, nel 1910 di Semirâma di Ottorino Respighi e nel 1911 di Aretusa di Respighi.
Nel 1919 Beniamino Gigli è Faust in Mefistofele, diretto da Tullio Serafin e nel 1921 andò in scena la prima assoluta di Sakùntala di Franco Alfano.

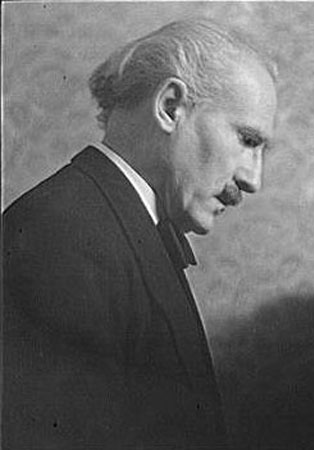
Arturo Toscanini

### 1931: lo "schiaffo" a Toscanini
Il teatro fu protagonista di un fatto che vide coinvolto il celebre direttore d'orchestra Arturo Toscanini. Il 14 maggio 1931 doveva dirigere un concerto in memoria di Giuseppe Martucci, tuttavia si rifiutò di eseguire l'inno fascista "Giovinezza" e la Marcia reale al cospetto del ministro Costanzo Ciano e del gerarca Arpinati e venne perciò aggredito e schiaffeggiato da una "camicia nera" di fronte all'ingresso artisti del teatro, venendo poi spintonato a terra. Fu questo il motivo che gli fece prendere la decisione di lasciare l'Italia.
Nel novembre 1931 Ebe Stignani è Preziosilla ne La forza del destino, con Bianca Scacciati e Giacomo Vaghi e nel novembre 1937 Tito Schipa è Nemorino ne L'elisir d'amore, diretto da Antonio Guarnieri, con Mercedes Capsir e Giuseppe De Luca.
Nell'ottobre 1946 Giuseppe Di Stefano è Elvino ne La sonnambula, con Margherita Carosio e Tancredi Pasero, in novembre Renata Tebaldi è Elsa in Lohengrin, diretta da Franco Ghione con Cloe Elmo, Max Lorenz (cantante) ed Andrea Mongelli, nel novembre 1947 Gianandrea Gavazzeni dirige La fanciulla del West, con Maria Carbone, Mario Del Monaco, Gino Del Signore e Giuseppe Nessi e nel marzo 1948 Boris Christoff canta nel Messiah, diretto da Vittorio Gui, con Gabriella Gatti, Giulietta Simionato e Petre Munteanu.
Nel 1949 avviene la prima assoluta di L'arcangelo di Guido Guerrini, diretta da Oliviero De Fabritiis, con Gino Penno, Piero Guelfi e Tancredi Pasero e nel 1957 Sergiu Celibidache dirige la Sinfonia n. 5 (Beethoven) e la Sinfonia n. 6 (Beethoven).
Nel 1958 avviene la prima scenica di L'isola del tesoro di Vieri Tosatti, con Fiorenza Cossotto, Alfredo Mariotti, Enrico Campi e Plinio Clabassi, nel 1965 del Concerto n. 7 di Goffredo Petrassi, diretto da Piero Bellugi, nel 1966 di Il canto di Natale di Lino Liviabella, con Alvinio Misciano, nel 1968 di Ombre di Giacomo Manzoni, nel 1973 di Limbale di Davide Anzaghi, nel 1975 di Per Massimiliano Robespierre di Manzoni, nel 1981 di Lectura Dantis di Salvatore Sciarrino, con Carmelo Bene, nel 1982 di Feria di Franco Donatoni e di Nox apud Orpheum di Sciarrino.
Nell'aprile 1983 Vladimir Delman dirige La dama di picche, con Oslavio Di Credico e nel dicembre 1986 Riccardo Chailly dirige La traviata, con Fiamma Izzo, Anna Caterina Antonacci e Paolo Coni.
Nel 1990 avviene la prima assoluta di Il viaggio di Fabio Vacchi, con Armando Ariostini e nel maggio 1991 Christian Thielemann dirige Capriccio di Richard Strauss, con Rajna Kabaivanska, Bruce Ford, Roberto Frontali e Florindo Andreolli.
Nel 1998 avviene la prima assoluta di Codice Mosè di Claudio Scannavini e nel novembre 2000 Daniele Gatti dirige Der fliegende Holländer, con Vittorio Grigolo.
Il teatro al giorno d'oggi realizza in una stagione quasi 80 spettacoli lirici e 30 concerti sinfonici.

## Architettura

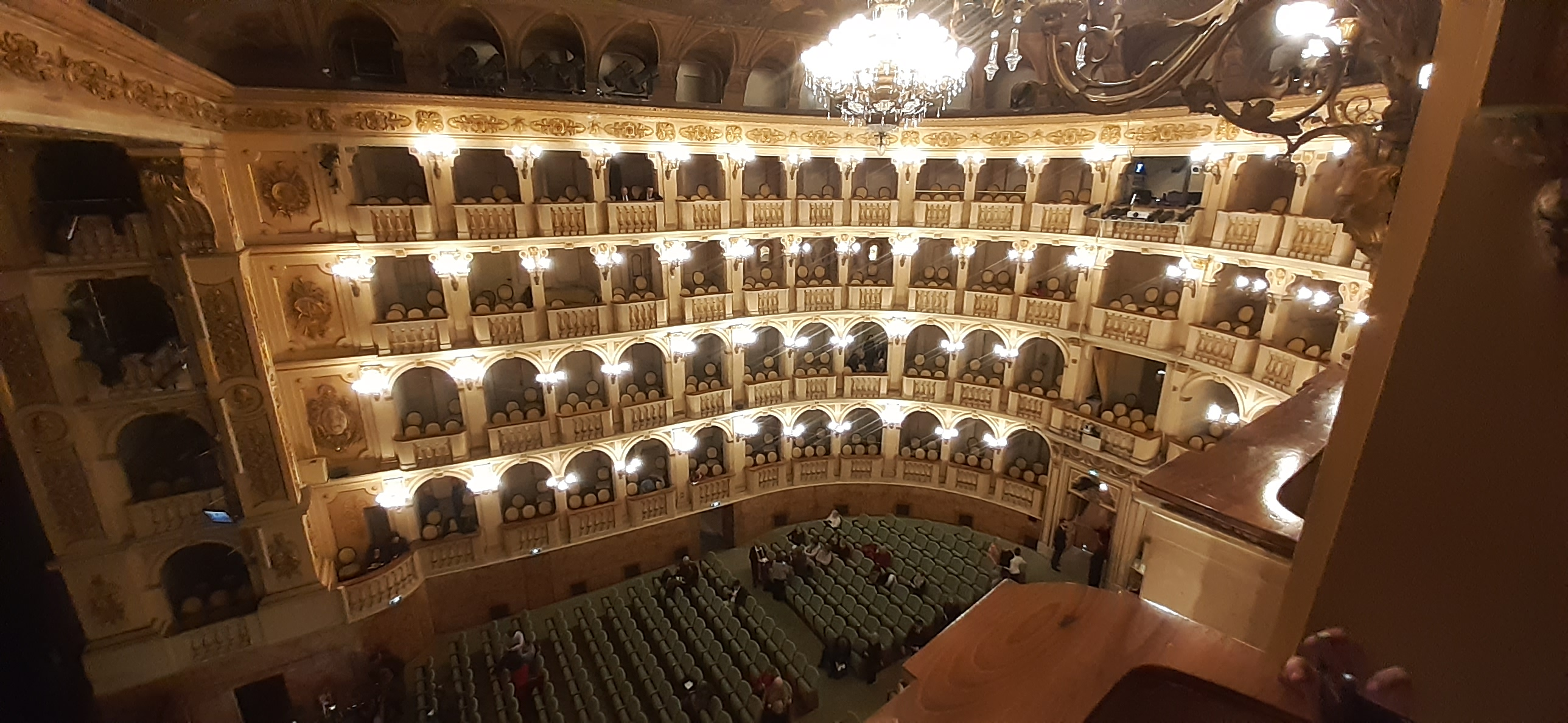
La sala dal quart'ordine

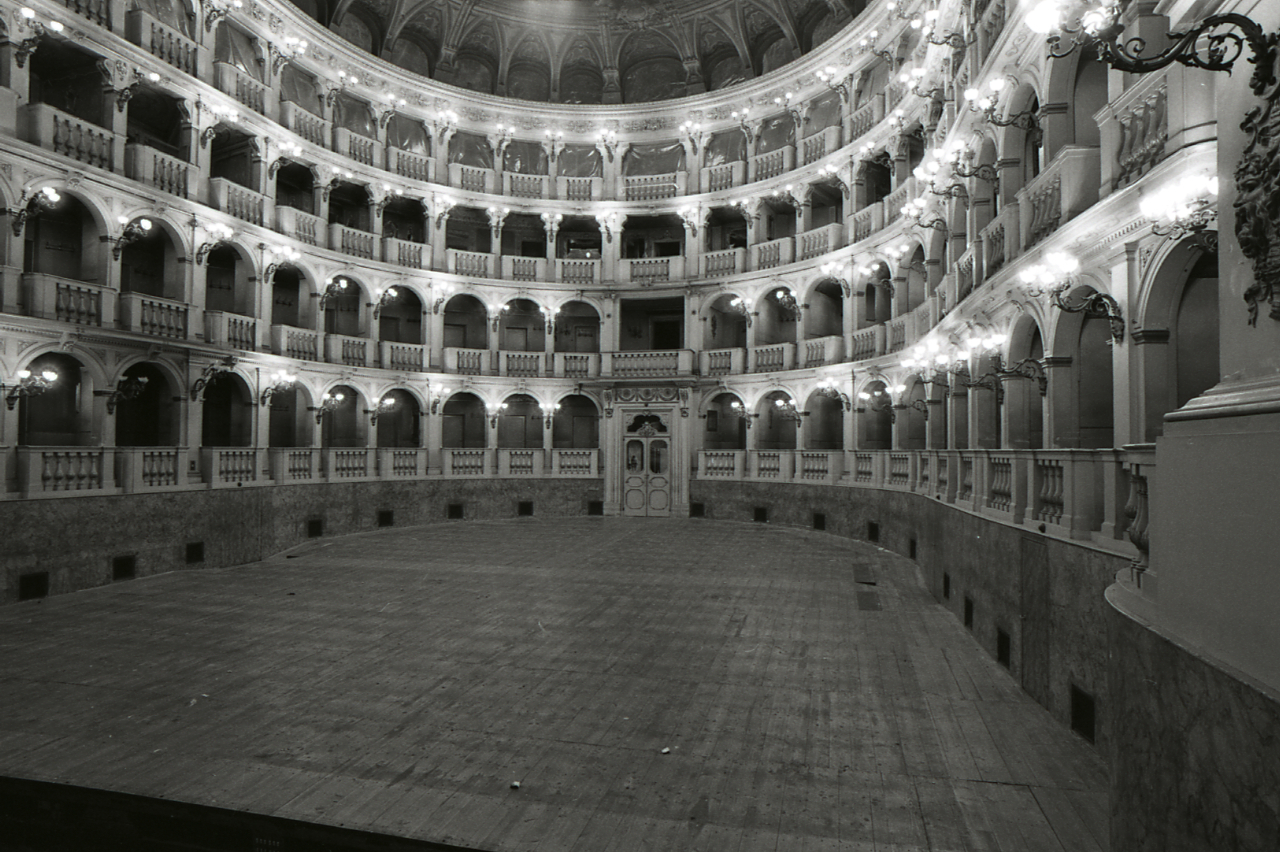
La platea. Foto di Paolo Monti (Fondo Paolo Monti, BEIC)

L'auditorium, a forma di campana, è composto da quattro ordini di palchi con un palco reale e un loggione, e fu realizzato principalmente in muratura per prevenire gli incendi. Il teatro rimase per molto tempo incompleto, in particolare le attrezzature ospitate dietro le quinte furono terminate solo nel 1805, mentre la facciata fu completata da Umberto Rizzi nel 1933. All'interno di molti palchi vi sono ancora le decorazioni che i palchettisti del Settecento e Ottocento facevano fare secondo i propri gusti.

### Il meccanismo a pantografo del sottoplatea
Nel teatro, fin dall'inizio, si effettuarono spettacoli d'ogni genere: opere serie e buffe, commedie e tragedie, cerimonie, balli e persino numeri da circo. A tal proposito venne concepito come una vera e propria macchina meccanica dove tutto si doveva muovere. Di particolare interesse infatti è l'inconsueto sottoplatea, ove è collocata una grandiosa macchina a pantografo la quale serviva a sollevare, abbassare e basculare l'intera platea. Il meccanismo è formato da una puleggia che, facendola girare sul proprio asse, fa muovere una ruota, la quale demoltiplica il movimento a due "rocchetti" di minori dimensioni posti sui due lati opposti; a loro volta, girando, muovono un bilanciere che con un movimento a pantografo tira verso il basso o spinge verso l'alto (a seconda di come e quale "rocchetto" viene fatto girare) la platea soprastante. Il parallelismo fra i due elementi del bilanciere consente anche il basculaggio. Tutte le varie parti del meccanismo sono collegate da una corda. Non essendo più necessari questo tipo di movimenti, oggi il meccanismo è stato bloccato, tuttavia sarebbe ancora perfettamente funzionante.

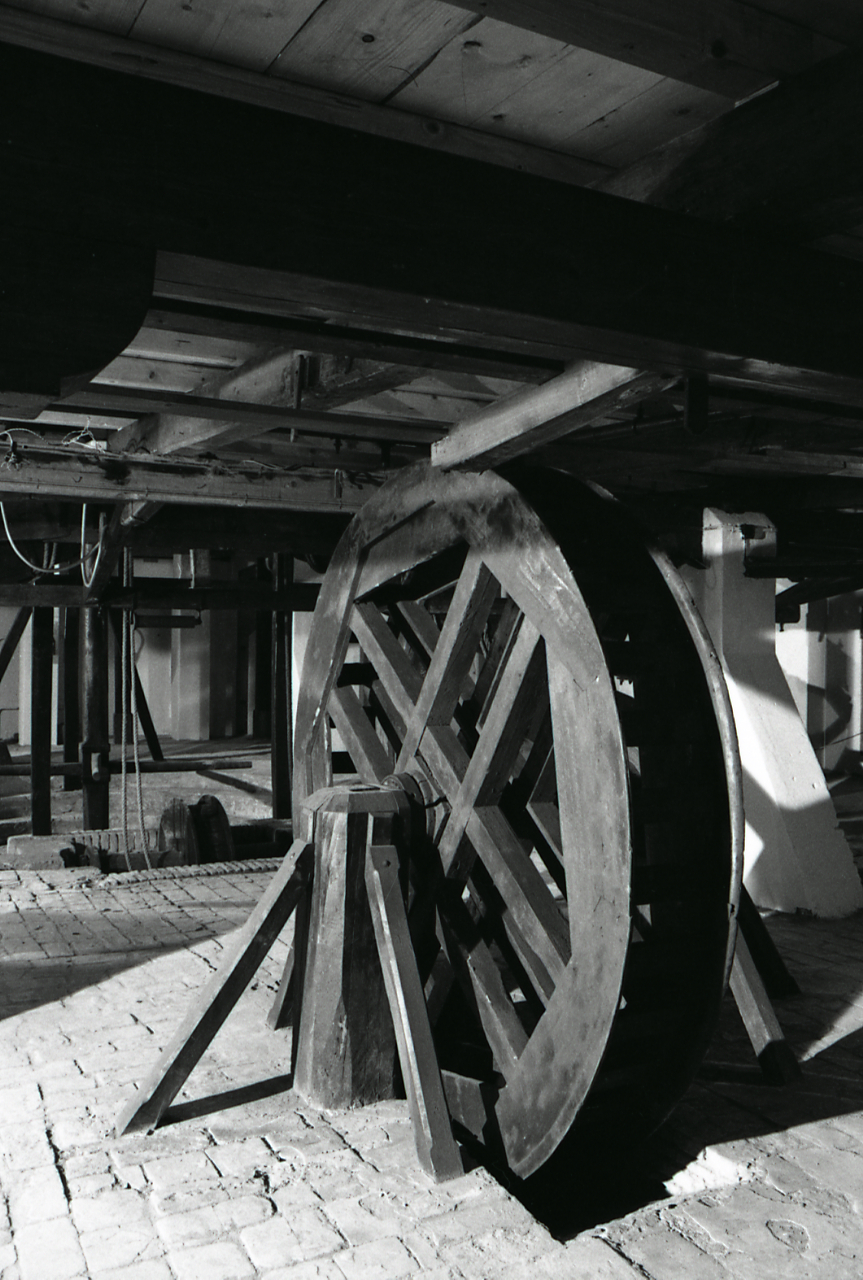
Sottoplatea (foto di Paolo Monti, 1972)
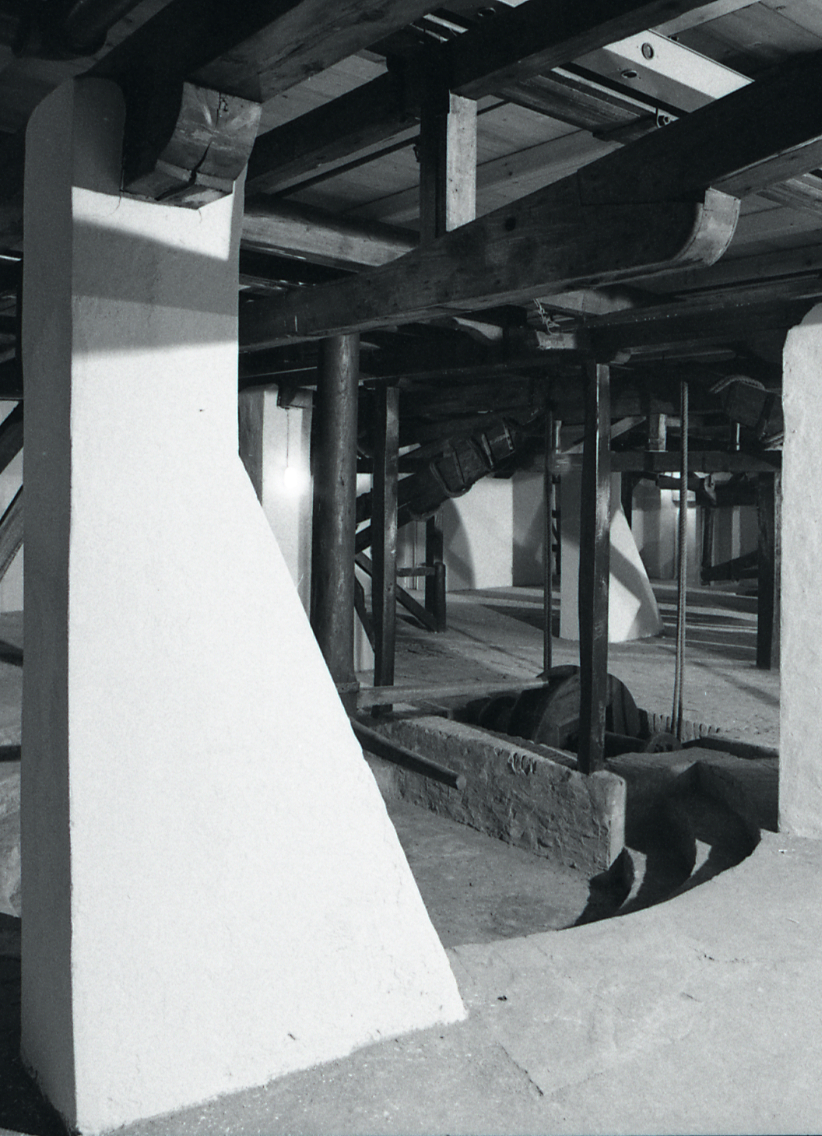
Sottoplatea (foto di Paolo Monti, 1972)

## Orchestra e Coro
In seno al teatro, il 4 febbraio 1956 nasce l'Orchestra stabile, sotto forma di associazione. Nel corso degli anni, l'orchestra ha ospitato nelle sue esibizioni grandi musicisti, fra cui Igor' Fëdorovič Stravinskij e Aaron Copland, e ha partecipato a tournée internazionali, come quella in Giappone nel 1993 accolta con enorme entusiasmo.
L'orchestra, che si avvale della partecipazione di 95 professori d'orchestra, a cui si aggiungono i 70 elementi del coro, svolge un'intensa attività concertistica in tutto il mondo, e opera anche nell'ambito delle colonne sonore: ha eseguito, per esempio, l'intermezzo della Cavalleria rusticana nel film Toro scatenato di Martin Scorsese.
Nel 1998 l'orchestra del Teatro comunale di Bologna riceve dal sindaco Walter Vitali, il Nettuno d'oro, una delle massime onorificenze della città.
Nel 2008 dall'orchestra nasce la Filarmonica del Teatro comunale di Bologna.

### Direttori dell'Orchestra
- Sergiu Celibidache (1956-1973, direttore principale)
- Zoltán Peskó (1974-1976, direttore principale)
- Vladimir Delman (1980-1983, direttore stabile)
- Riccardo Chailly (1984-1993, direttore principale)
- Christian Thielemann (1993-1997, direttore ospite)
- Daniele Gatti (1997-2007, direttore musicale)
- Michele Mariotti (2008-2018, direttore principale e dal 2014 direttore musicale)
- Oksana Lyniv (2022-2025, direttrice musicale)

### Direttori del coro
Alla direzione del coro si sono succeduti Gaetano Riccitelli, Leone Magiera, Fulvio Fogliazza, Fulvio Angius, Piero Monti, Marcello Seminara, Paolo Vero, Lorenzo Fratini, Andrea Faidutti, Alberto Malazzi, e dal 2021 Gea Garatti Ansini.

## Inaugurazioni Stagioni operistiche

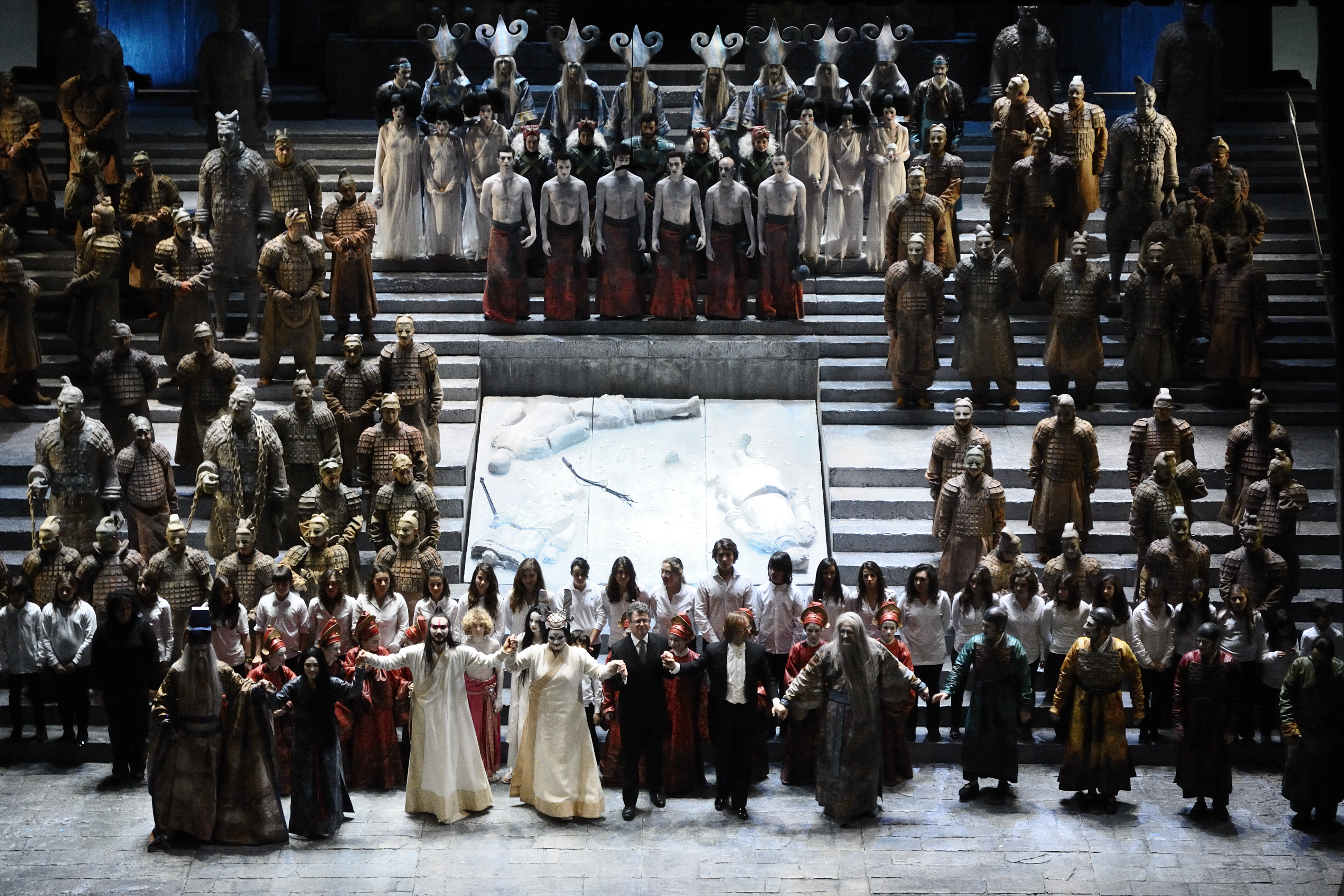
Turandot, diretto da Roberto De Simone. Gennaio 2012

- Stagione operistica 1763/64: Il trionfo di Clelia di Christoph Willibald Gluck
- Stagione operistica 2005/06: La traviata di Giuseppe Verdi
- Stagione operistica 2006/07: La carriera di un libertino di Igor' Fëdorovič Stravinskij
- Stagione operistica e balletto 2007/08: Simon Boccanegra di Giuseppe Verdi
- Stagione operistica 2008/09: Der Vampyr di Heinrich Marschner
- Stagione operistica e balletto 2010: Salomè di Richard Strauss
- Stagione operistica e balletto 2011: Tannhäuser di Richard Wagner
- Stagione operistica e balletto 2012: Turandot di Giacomo Puccini
- Stagione operistica e balletto 2013: Macbeth di Giuseppe Verdi
- Stagione operistica e balletto 2014: Parsifal di Richard Wagner
- Stagione operistica e balletto 2015: Un ballo in maschera di Giuseppe Verdi
- Stagione operistica e balletto 2016: Attila di Giuseppe Verdi
- Stagione operistica e balletto 2017: Il ratto dal serraglio di Wolfgang Amadeus Mozart
- Stagione operistica e balletto 2018: La bohème di Giacomo Puccini
- Stagione operistica e balletto 2019: Il trovatore di Giuseppe Verdi
- Stagione operistica e balletto 2020: Tristano e Isotta (opera) di Richard Wagner
- Stagione operistica e balletto 2022: Tosca (opera) di Giacomo Puccini
- Stagione operistica e balletto 2023: L'olandese volante (opera) di Richard Wagner
- Stagione operistica e balletto 2024: Manon Lescaut di Giacomo Puccini
- Stagione operistica e balletto 2025: La fanciulla del West di Giacomo Puccini

## Opere rappresentate nelle stagioni operistiche
- 2005-2006: La traviata, Ascanio in Alba, West Side Story, Il barbiere di Siviglia, Tosca, Nabucco, Paolo e Francesca
- 2006-2007: The Rake's Progress, La bohème, Boris Godunov, L'italiana in Algeri, Falstaff, Phaedra/Les illuminations/Dido and Aeneas
- 2007-2008: Simon Boccanegra, Orphée et Eurydice, Lucia di Lammermoor, Norma, Samson et Dalila
- 2008-2009: Der Vampyr, I puritani, La rondine, La gazza ladra, Rigoletto, Don Pasquale, Madama Butterfly, La bohème
- 2009-2010: Salomè, Idomeneo Re di Creta, L'elisir d'amore, Carmen, Edgar, La traviata, Powder her face, Orfeo 9
- 2010-2011: Tannhäuser, Don Giovanni, Risorgimento!/Il prigioniero, Ernani, La Cenerentola
- 2011-2012: Turandot, La traviata, Jakob Lenz, L'italiana in Algeri, Le nozze di Figaro, Cavalleria rusticana/Pagliacci, Il trovatore
- 2013: Macbeth, Olandese Volante, Norma, Il trionfo di Clelia, Divorzio all'italiana, Nabucco, The turn of the screw
- 2014: Parsifal, Tosca, Evgenij Onegin, - Qui non c'è perché -, Così fan tutte, Guillaume Tell, Cassandra, Lady Macbeth del Distretto di Mcensk
- 2015: Un ballo in maschera, Madama Butterfly, Don Pasquale, Jenůfa, Die Zauberflöte, Il suono giallo, Macbeth, Elektra, L'Elisir d'amore
- 2016: Attila, Vangelo, Carmen, Il barbiere di Siviglia, Le nozze di Figaro, Rigoletto, Werther

## Galleria d'immagini

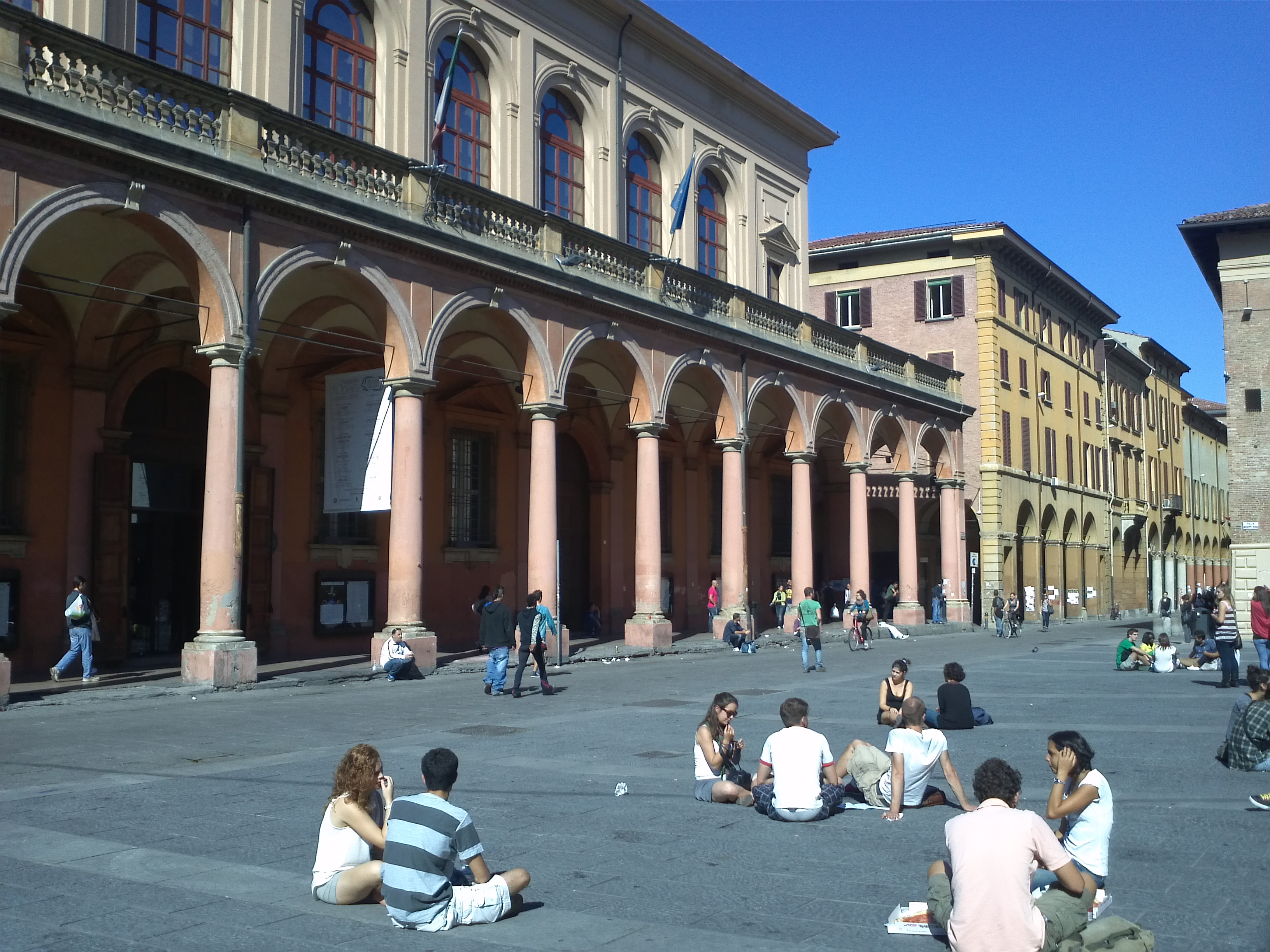
La facciata del teatro da piazza Verdi
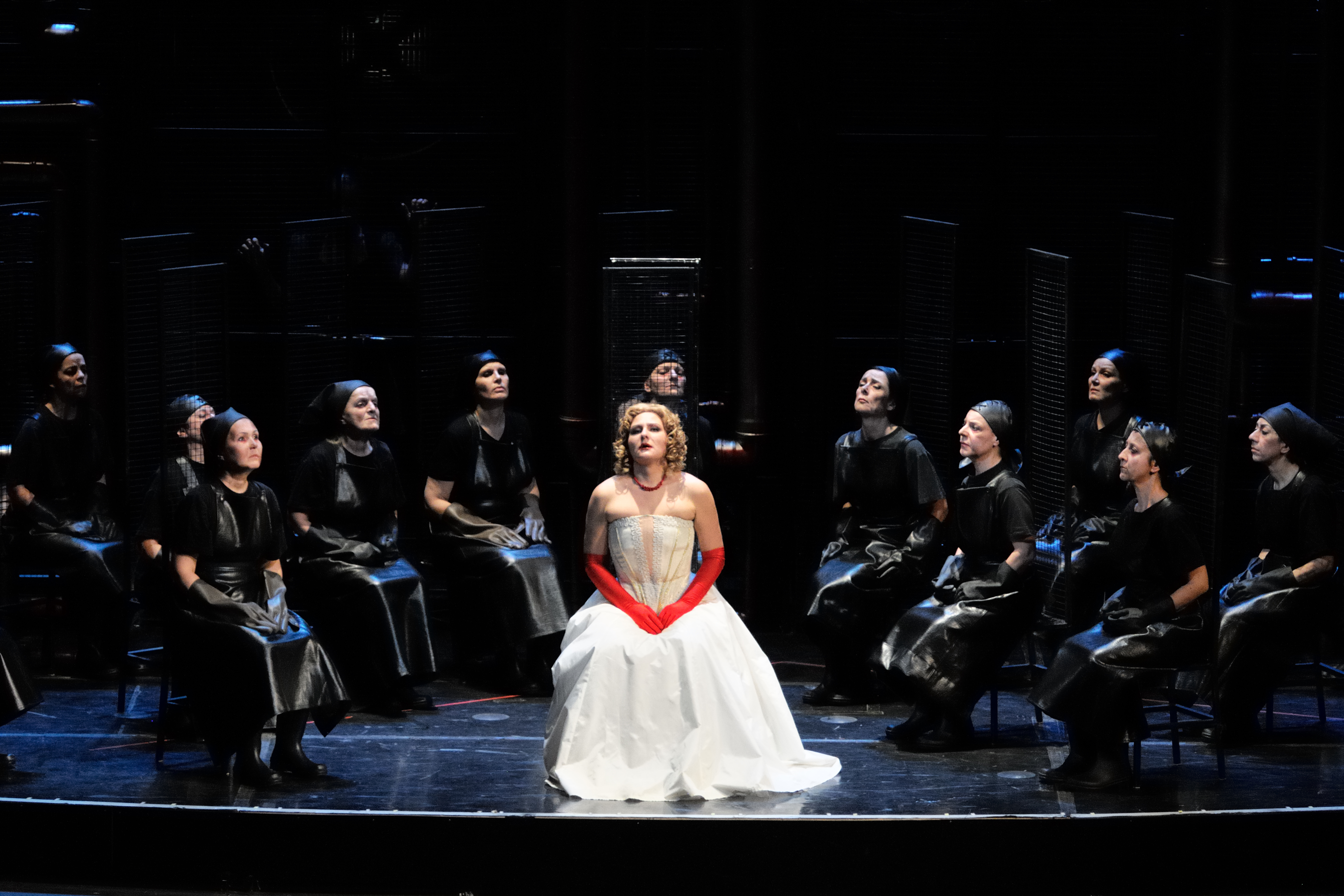
Lady Macbeth nel distretto di Mcensk. Dicembre 2014
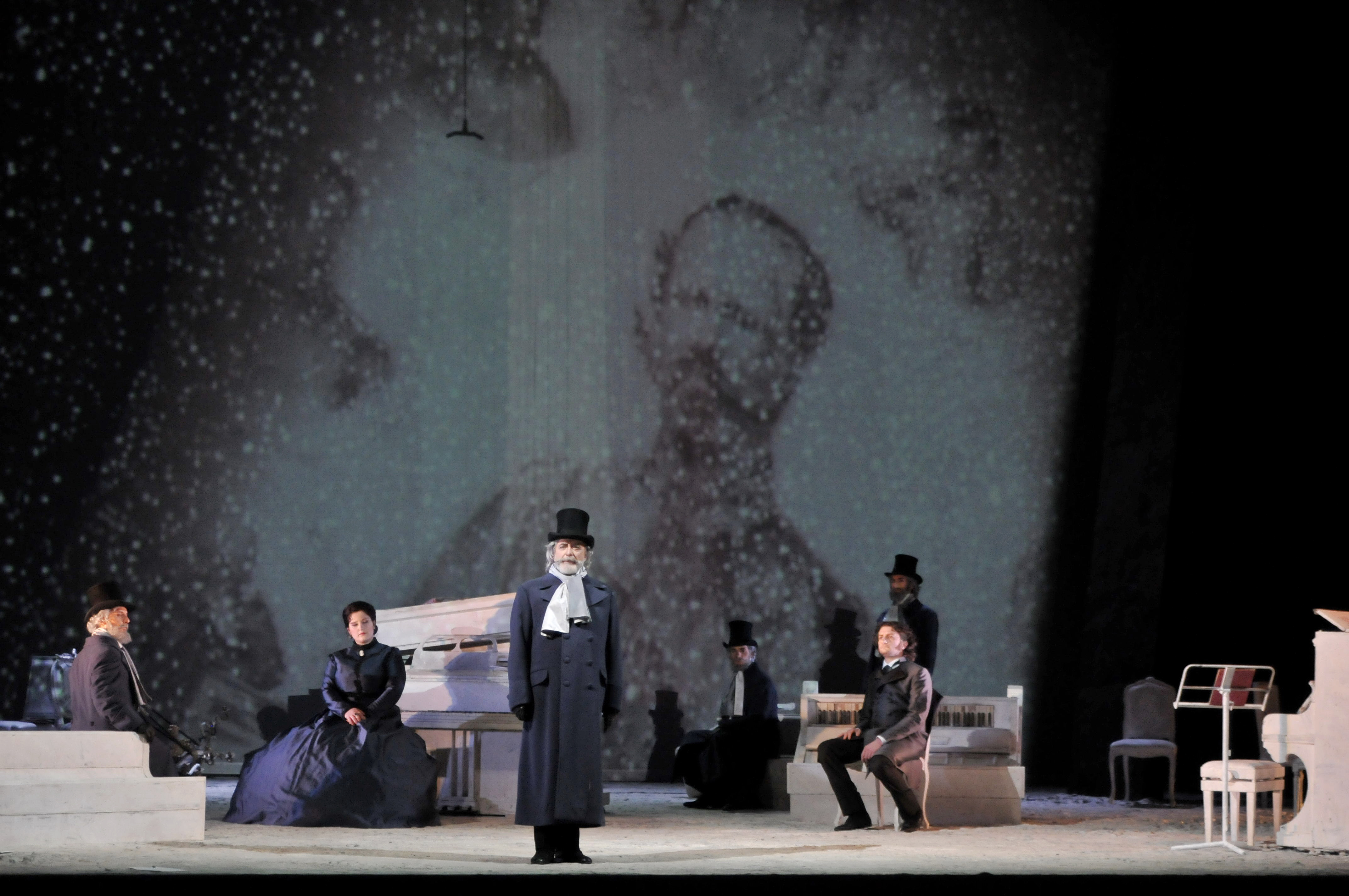
Risorgimento!. Marzo 2011
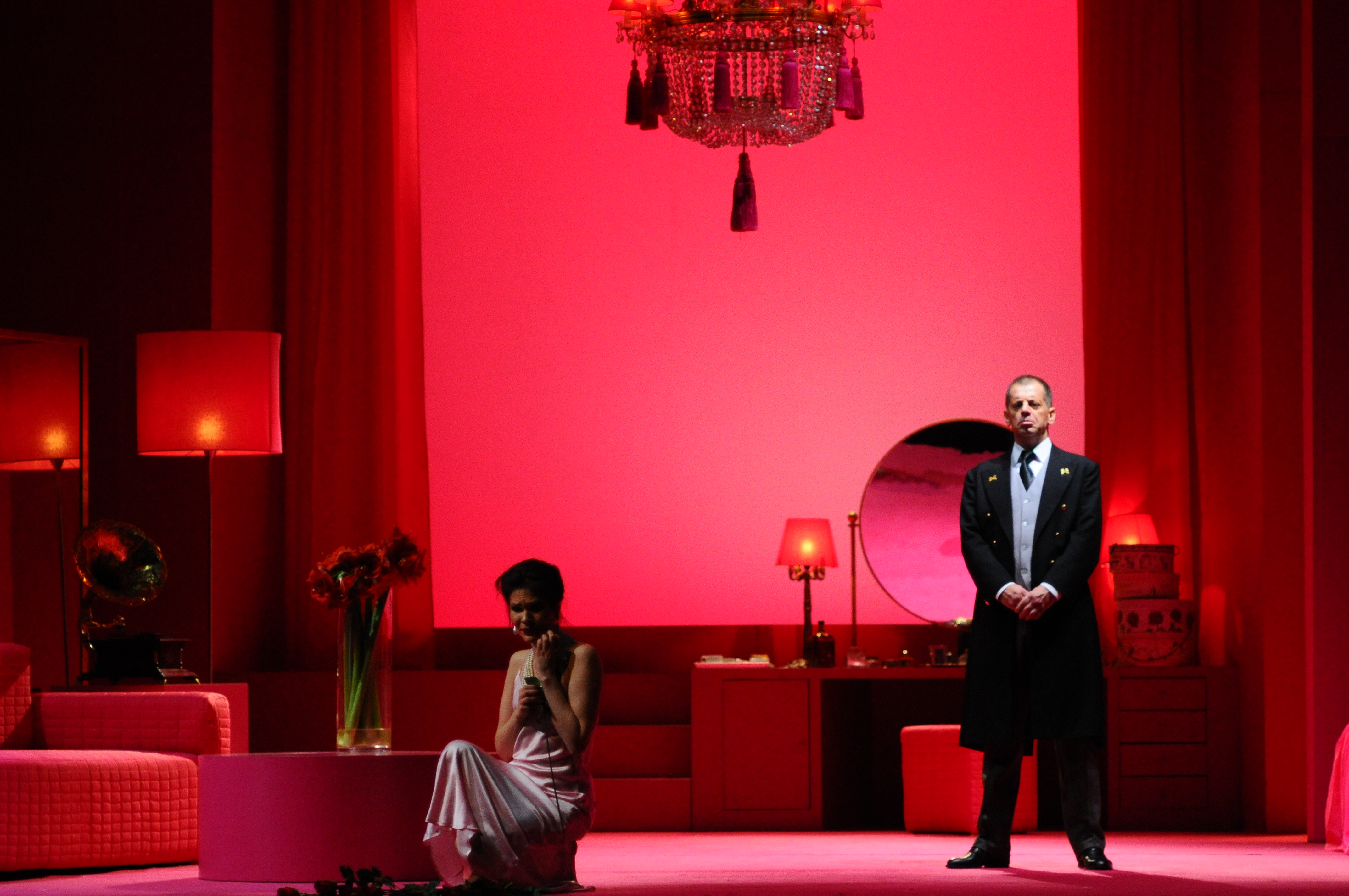
Powder her face, diretto da Pier Luigi Pizzi. Novembre 2010